# Instytut Ekonomiki Rolnej
Instytut Ekonomiki Rolnej – jednostka naukowo-badawcza Ministra Rolnictwa i Reform Rolnych powołana w celu zajmowania się problematyką ekonomiczną i organizacyjną rolnictwa.

## Powołanie Instytutu
Na podstawie rozporządzenie Rady Ministrów z 1949 r. w sprawie utworzenia Instytutu Ekonomiki Rolnej ustanowiono Instytut.

## Zadanie Instytutu
Zadaniem Instytutu było kierowanie całokształtem badań w zakresie ekonomiki rolnej oraz bezpośrednie prowadzenie prac naukowo-badawczych w tym zakresie.

## Nadzór na Instytutem
Nadzór na Instytutem sprawował Minister Rolnictwa i Reform Rolnych, który wykonywał w porozumieniu z Przewodniczącym Państwowej Komisji Planowania Gospodarczego i Ministrem Oświaty.
W zakresie zleconym przez Ministra Oświaty instytut nadzorował i koordynował prace naukowo-badawcze zakładów szkół wyższych w dziedzinie ekonomiki rolnej, przedstawiał wnioski w sprawie zatwierdzenia planów tych prac i związanych z nim planów finansowych oraz czuwał nad ich wykonaniem.

## Zniesienie Instytutu
Na podstawie zarządzenie Prezesa Rady Ministrów z 1982 r. w sprawie połączenia Instytutu Ekonomiki Rolnej oraz Instytutu Ekonomiki i Organizacji Przemysłu Spożywczego w Instytut Ekonomiki Rolnictwa i Gospodarki Żywnościowej nastąpiło połączenie instytutów.